# Sân bay Bentiu
Sân bay Bentiu (IATA: n/a, ICAO: HSBT) là một sân bay phục vụ thành phố Bentiu, thủ phủ bang Unity của Nam Sudan.

## Vị trí
Sân bay Bentiu nằm cách thành phố Bentiu khoảng 4 km về phía bắc, gần thị trấn Rubkona và biên giới với Sudan.
Nó nằm cách Sân bay Quốc tế Juba khoảng 530 km về phía tây bắc, trên độ cao 390 m so với mực nước biển. Sân bay có một đường băng không trải nhựa dài 1300 m.